# Thienemannimyia pseudocarnea
Thienemannimyia pseudocarnea är en tvåvingeart som beskrevs av Murray 1976. Thienemannimyia pseudocarnea ingår i släktet Thienemannimyia och familjen fjädermyggor. Arten har ej påträffats i Sverige. Inga underarter finns listade i Catalogue of Life.